# Hypsibius multituberculatus
Espèce
Hypsibius multituberculatus est une espèce de tardigrades de la famille des Hypsibiidae.

## Distribution
Cette espèce est endémique du Congo-Kinshasa.

## Publication originale
- Pilato, Binda & Lisi, 2003 : Notes on some tardigrades from Central Africa, with the description of a new species of Hypsibiidae. Zootaxa, no 241, p. 1-7.